# Luis Ernesto Miramontes
Luis Ernesto Miramontes Cárdenas (Tepic, 16 de março de 1925 – Cidade do México, 13 de setembro de 2004) foi um químico mexicano, inventor do primeiro contraceptivo oral.
Estudou Licenciatura em Engenharia Química na Universidade Nacional Autônoma do México (UNAM) e foi pesquisador co-fundador do Instituto de Química dessa mesma universidade, onde realizou pesquisa na área de Química Orgânica. Foi professor da Faculdade de Química da UNAM, diretor e professor da Faculdade de Química da Universidade Iberoamericana, e subdiretor de Pesquisa Básica do Instituto Mexicano do Petróleo (IMP). Foi membro de diversas sociedades científicas, como a American Chemical Society, o Instituto Mexicano de Engenheiros Químicos, o Colégio Nacional de Engenheiros Químicos e Químicos, a Sociedade Química do México, o American Institute of Chemical Engineers e a New York Academy of Sciences.

## A invenção da pílula contraceptiva
A obra científica de Luis Miramontes é bastante extensa, engloba numerosas publicações e cerca de 40 patentes nacionais e internacionais em diferentes áreas, tais como a química orgânica, a química farmacêutica, a petroquímica e a química de poluentes atmosféricos. Entre suas diversas contribuições à ciência mexicana e universal, destaca-se a síntese da Noretindrona, que é o composto ativo base do primeiro contraceptivo oral sintético, mais conhecido como pílula anticoncepcional. A síntese da Noretindrona foi realizada no dia 15 de outubro de 1951, quando Luis Miramontes tinha somente 26 anos de idade. Por esse motivo, ele é considerado seu inventor. Luis E. Miramontes recebeu a patente do composto junto com Carl Djerassi e Jorge Rosenkranz, da companhia química mexicana Syntex S.A.
É comum que a invenção da pílula seja atribuída exclusivamente a Djerassi ou a Rosenkranz. Os historiadores, porém, concordam em que a invenção - ou a primeira síntese - deve-se a Miramontes. Por exemplo, o Prêmio Nobel Max Perutz afirma literalmente que "no dia 15 de outubro de 1951, o estudante de química Luis Miramontes, trabalhando sob a direção de Djerassi e o diretor de laboratório Jorge Rosenkranz sintetizaram o composto chamado noretisterona". O próprio Djerassi confirma esta versão quando afirma que foi, de fato, Miramontes quem sintetizou o composto pela primeira vez. O artigo científico onde está descrita a síntese, leva a Miramontes como o primeiro autor. Finalmente, o método da síntese ficou registrado, no dia 15 de outubro de 1951, na página 114 do caderno pessoal de notas de laboratório do próprio Miramontes (assinado).

## Vida destacada e reconhecimentos

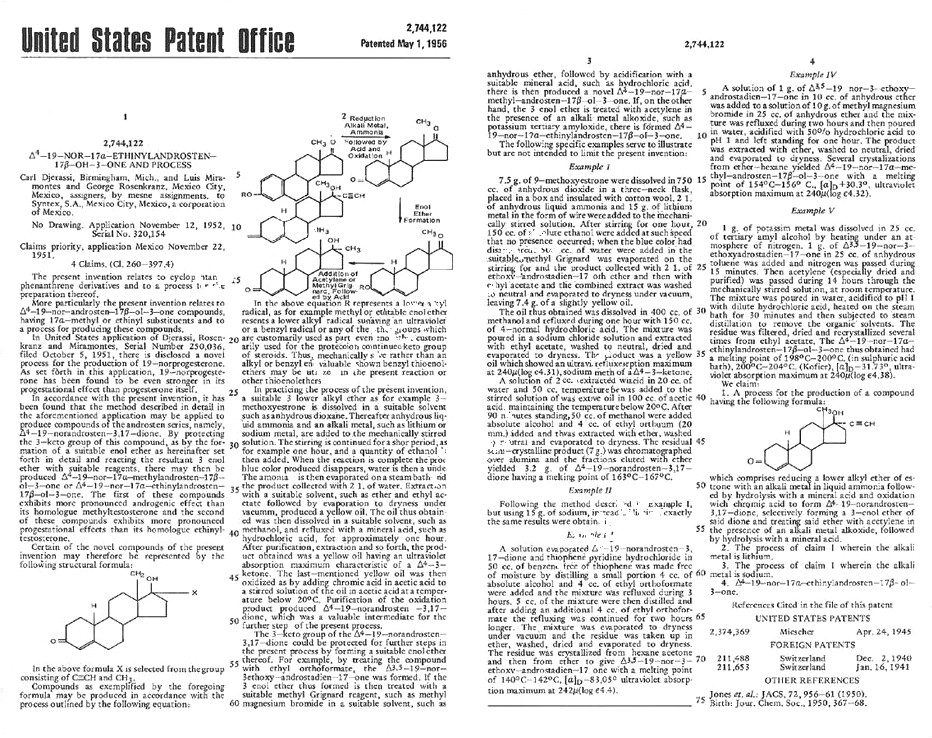
Patente do primeiro contraceptivo oral, eleito para o Hall da Fama dos Inventores dos Estados Unidos

- Em 1964, a pílula foi eleita pelo Departamento de Patentes dos Estados Unidos da América, como um dos 40 inventos mais importantes registrados entre 1794 e 1964. O nome de Luis Miramontes apareceu ao lado de Louis Pasteur, Thomas Alva Edison, Alexander Graham Bell, os irmãos Wright e outros, quando foi incluído no "Hall da Fama dos Inventores dos Estados Unidos".
- Em 1985 recebeu a medalha "Estado do México", na área de ciências e artes; assim como, um reconhecimento público do governo do estado de Nayarit, e um reconhecimento acadêmico do Instituto Tecnológico de Tepic, por sua atividade profissional.
- Recebeu o "Prêmio Nacional de Química Andrés Manuel del Río" em 1986.
- Em 1989 ingressou como membro das Conferências Pugwash, organização que promove a paz e o desenvolvimento mundial. As Conferências Pugwash ganharam o Prêmio Nobel da Paz em 1995.
- Em 1992 o Hospital Geral da Zona No. 1, do Instituto Mexicano de Seguro Social, em Tepic, Nayarit, recebeu o nome de "Hospital Luis Ernesto Miramontes Cárdenas".
- Em 1994 o Ministério da Saúde mexicano reconheceu sua importância científica, quando implementou o Programa Nacional de Planificação Familiar no México.
- Recebeu por parte do governo do estado de Nayarit a medalha Amado Nervo em 1998.

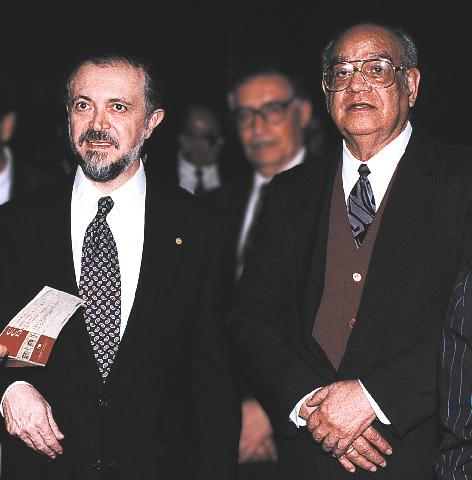
Luis E. Miramontes (direita) com Mario Molina, ca. 1995

- Em 2000, a pílula anticoncepcional foi denominada 3 vezes como uma das invenções mais importantes dos últimos 2000 anos, por um grupo de personalidades destacadas, que incluía vários cientistas premiados com o Nobel.[5]
- Em 2001, aos 50 anos da síntese da Noretindrona, a UNAM e o Ministério da Saúde do México, organizaram muitas homenagens.
- Em 2003, a molécula foi considerada uma das 17 más importantes pelo impacto na vida do homem.[6]
- Em 2004, a invenção de Luis E. Miramontes foi eleita como a vigésima mais importante de todos os tempos. A eleição foi organizada pelo SCENTA, uma iniciativa da Engineering and Technology Board do Reino Unido.
- Em 2005, a Academia Mexicana de Ciências, considerou a invenção de Luis E. Miramontes como a contribuição mexicana mais importante à ciência mundial do Século XX.
- Em 2006, a revista brasileira "Galileu" inclui-o a Noretindrona como uma das dez moléculas más importantes que ja fizeram a história da humanidade.[7]
- Em 2009, a BBC de Londres o nomeou um dos cinco pesquisadores latino americanos mais importantes de todos os tempos.
- Em 2009, a Faculdade de Química da UNAM reconheceu-lhe como o seu graduado mais sobressalente de todos os tempos.
- Em 2009, a Faculdade de Química da UNAM  reconheceu-lhe batizando com o seu nome o premio 2009 QUIMIUNAM.[10]
- Em 2010, a revista TCE Today, publicada pelo IChemE (Institution of Chemical Engineers do UK) considerou-lhe "um dos engenheiros químicos que mudarem o mundo".[8]
- Em 2010, a iniciativa Inovadores de América nomeou-lhe um dos Ícones e Legendas de América.
- Em 2011 foi elegido pela IChemE como um dos mais influentes engenheiros químicos de toda a historia, distinção compartida junto a outros grandes inventores químicos como Fritz Haber y Carl Bosch,[9] ambos merecedores de um Premio Nobel.

Luis E. Miramontes é, junto com Andrés Manuel del Río (descobridor do vanádio) e Mario J. Molina, Prêmio Nobel de Química em 1995, um dos três químicos mexicanos de maior transcendência universal.

## Obra científica selecionada
- Miramontes L; Rosenkranz G; Djerassi C. 1951 Journal Of The American Chemical Society 73 (7): 3540-3541 Steroids .22. The Synthesis Of 19-Nor-Progesterone
- Sandoval A; Miramontes L; Rosenkranz G; Djerassi C. 1951 Journal Of The American Chemical Society 73 (3): 990-991. The Dienone Phenol Rearrangement
- Sandoval A; Miramontes L; Rosenkranz G; Djerassi C; Sondheimer F. 1953 Journal Of The American Chemical Society 75 (16): 4117-4118 Steroids .69. 19-Nor-Desoxycorticosterone, A Potent Mineralocorticoid Hormone
- Mancera O; Miramontes L; Rosenkranz G; Sondheimer F; Djerassi C. 1953 Journal Of The American Chemical Society 75 (18): 4428-4429 Steroidal Sapogenins .28. The Reaction Of Peracids With Enol Acetates Of Delta-8-7-Keto And Delta-8-11-Keto Steroidal Sapogenins
- Djerassi C; Miramontes L; Rosenkranz G. 1953 Journal Of The American Chemical Society 75 (18): 4440-4442 Steroids .48. 19-Norprogesterone, A Potent Progestational Hormone
- Djerassi C; Miramontes L; Rosenkranz G; Sondheimer F. 1954 Journal Of The American Chemical Society 76 (16): 4092-4094 Steroids .54. Synthesis Of 19-Nor-17-Alpha-Ethynyltestosterone And 19-Nor-17-Alpha-Methyltestosterone.

## Invenções patenteadas
- Carl Djerassi, ‘‘Luis Miramontes’‘, George Rosenkranz (1956), Delta 4-19-nor-17alpha-ethinylandrosten-17beta-ol-3-one and process, United States Patent 2744122
- Carl Djerassi, ‘‘Luis Miramontes’‘ (1956), Cyclopentanophenanthrene derivatives and compounds, United States Patent 2759951.
- Carl Djerassi, ‘‘Luis Miramontes’‘, George Rosenkranz (1956), 17alpha-methyl-19-nortesterone, United States Patent 2774777.
- ‘‘Miramontes Luis E.’‘, Romero Miguel A, Ahuad Farjat Fortunato (1959), Preparation of 6-methyl steroids of the pregnane series from diosgenin, United States Patent 2878246.
- ‘‘Miramontes Luis E.’‘, Romero Miguel A, Fritsche O, Preparation of 6-methyl steroids of the pregnane series, United States Patent 2878247.
- ‘‘Miramontes Luis E.’‘ (1959), Procedure for obtaining sapogenins from natural un-dried products, United States Patent 2912362.
- Carl Djerassi, ‘‘Luis Miramontes’‘, George Rosenkranz (1959), DELTA.4-19-NOR-17.alpha.-ETHINYLANDROSTEN-17.beta.-OL-3 ONE, Canada Patent CA 571510
- ‘‘Miramontes Luis E.’‘, Romero Miguel A (1960), 12alpha-hydroxy-12beta-methyltigogenin and 12-methylene steroids derived therefrom, United States Patent 2954375.
- ‘‘Miramontes Luis E.’‘, Romero Miguel A, Ahuad Farjat Fortunato (1961), 3beta-alkanoyloxy-6-methyl-5,16-pregnadien-20-ones, United States Patent 3000914.
- ‘‘Miramontes Luis E.’‘ (1961), Process for the production of 3beta-hydroxy-16alpha, 17alpha-epoxy-5-pregnen-20-one, United States Patent 3004967.
- ‘‘Miramontes Luis E.’‘ (1961), Resolution of sapogenin mixtures and intermediate products, United States Patent 3013010.
- ‘‘Miramontes Luis E.’‘ (1962), Hecogenin azine and alkyliden-azinotigogenins, United States Patent 3033857.
- ‘‘Miramontes Luis E.’‘, Fritsche Oscar, Romero Miguel A (1963), DEHYDRO-OXYGENATED-6-METHYL-16.alpha.,17.alpha.-EPOXYPREGN-20-ONE-DERIVATIVES, Canada Patent CA 673756.
- ‘‘Miramonte, Luis E.’‘, Flores Humberto J (1968), Process for isolation of solanum alkaloids from solanum plants, United States Patent 3385844.
- ‘‘Miramonte, Luis E.’‘ (1972), Process for the conversion of exhaust gases of the internal combustion engines into harmless products, United States Patent 3808805.
- ‘‘Miramontes Luis E.’‘, Castillo Cervantes Salavador, Moran Pineda Florencia M (1996), Catalytically active ceramic monoliths for the reduction of leaded gasoline fueled engine pollutants and the production thereof, United States Patent 5534475.